# Gare de Binche
La gare de Binche est une gare ferroviaire belge de la ligne 108, de Y Mariemont à Binche, située à proximité du centre-ville de Binche dans la province de Hainaut en Région wallonne.
Elle est mise en service en 1857 par la Compagnie du chemin de fer du Centre. L'imposant bâtiment voyageurs de style néogothique dû à l'architecte Pierre Langerock est inauguré en 1911 et classé en 1978. C'est une gare terminus de la Société nationale des chemins de fer belges (SNCB) desservie par des trains InterCity (IC) et d’Heure de pointe (P).

## Situation ferroviaire
Établie à 110 mètres d'altitude, la gare de Binche est située au point kilométrique (PK) 7,7 de la ligne 108, de Y Mariemont à Binche, après la gare ouverte de Leval. Elle est le terminus de la ligne depuis la fermeture aux voyageurs de la section jusqu'à Erquelinnes.

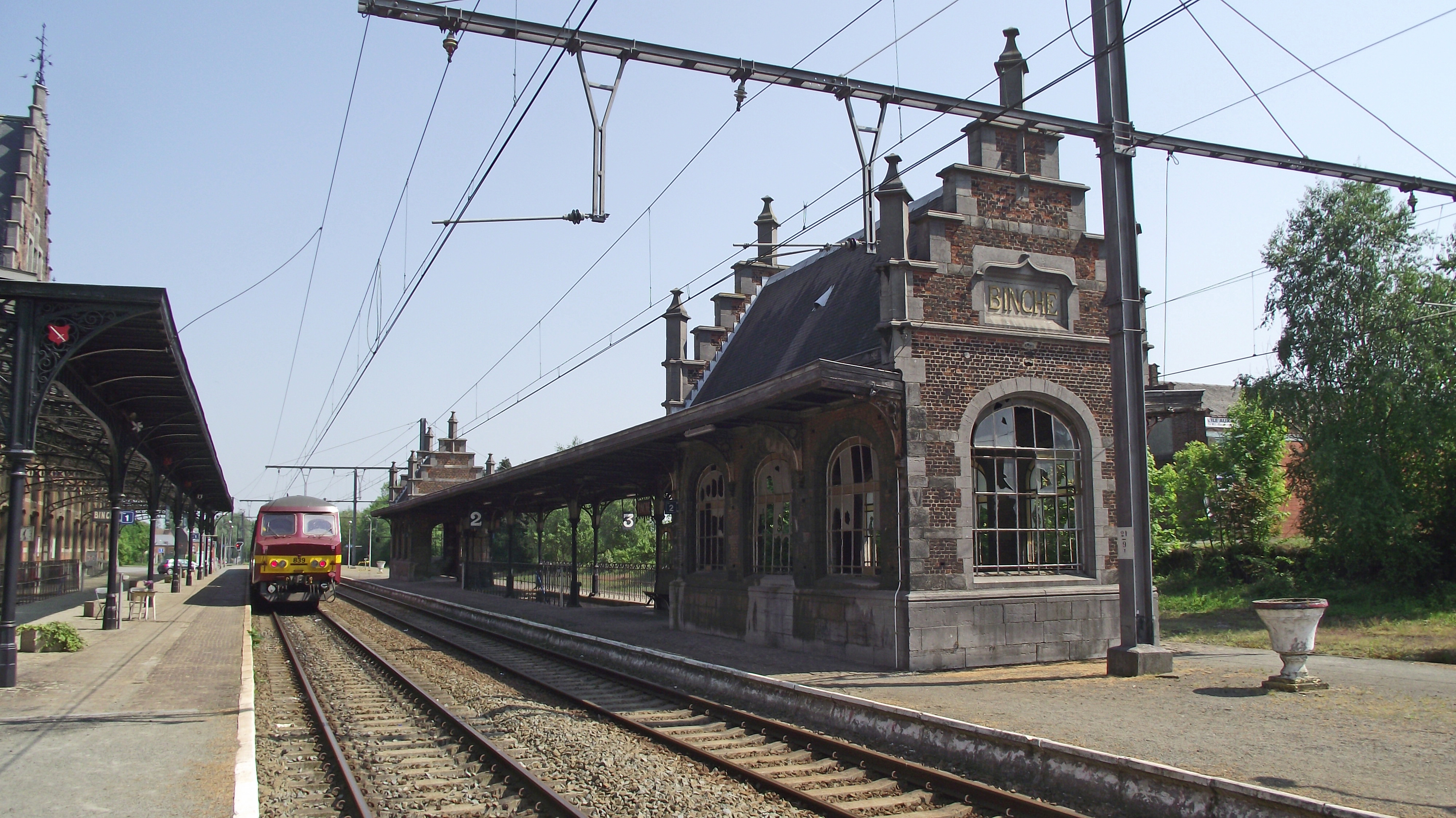
Intérieur de la gare.

## Histoire
La station de Binche est mise en service le 2 mai 1857 par la Compagnie du chemin de fer du Centre, lorsqu'elle ouvre à l'exploitation la section de Baume à Erquelinnes via Binche. Ce chemin de fer de la région du Centre est inauguré le 2 août 1857 en présence du duc de Brabant, futur roi Léopold II.
La ligne est mise à double voie en 1860.

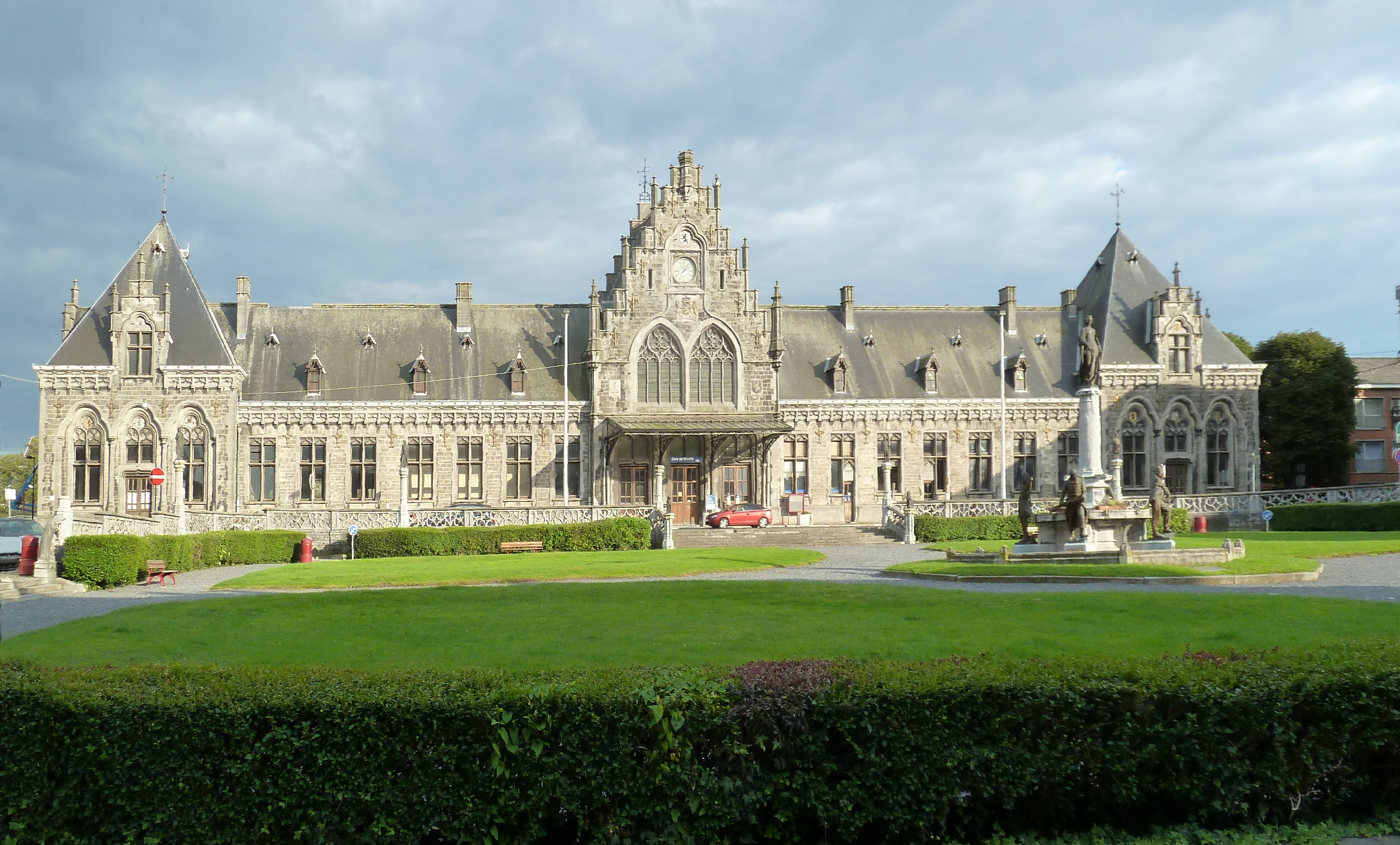
Vue panoramique.

En 1905, débutent les travaux de construction d'un nouveau bâtiment, selon les plans de l'architecte Pierre Langerock, pour remplacer celui de 1857. Ce monumental édifice de style néogothique brabançon, composé d'un long corps central encadré par deux pavillons est terminé en 1910 et inauguré en octobre 1911.
Le service des voyageurs de la gare Binche vers Erquelinnes est arrêté le 4 novembre 1962 et le service des marchandises le 2 juillet 1984. Cette section est démontée en 1968 et 1987, faisant de Binche la gare terminus de la ligne, l'électrification de la section en amont de Binche est mise en service le 3 juin 1983. 
Le 1er janvier 2000, c'est la fin du trafic marchandise entre Haine Saint-Pierre et Binche, la ligne est mise à voie unique le 18 février 2002.

## Service des voyageurs

### Accueil
Gare SNCB, c'est un point d'accès non géré (PANG) à accès libre depuis novembre 2021. Elle propose des aménagements, équipements et services pour les personnes à la mobilité réduite.
Un souterrain permet la traversée des voies et le passage d'un quai à l'autre.

### Desserte
Binche est desservie par des trains InterCity (IC) et d’Heure de pointe (P) de la SNCB, qui effectuent des missions sur la ligne 108 (voir brochure de la ligne 108).
En semaine, la desserte régulière est constituée de trains IC-11 qui relient Binche à Turnhout (via Bruxelles) renforcée par un train P entre Binche et Schaerbeek (le matin) et un autre entre Schaerbeek et Binche (l'après-midi) ainsi qu'un train L de Binche à Braine-le-Comte (un le matin, retour l’après-midi).
Les week-ends et jours féries, la desserte InterCity IC-11 a son terminus à Scherbeek au lieu de Turnhout. 
En outre, un unique train P reliant Binche à Louvain-la-Neuve circule les dimanches soir, en période scolaire. 

### Intermodalité
Un parc pour les vélos et un parking pour les véhicules y sont aménagés. Elle est desservie par les lignes de bus 21, 22, 34 et 108 du réseau de l'Opérateur de transport de Wallonie (TEC).

## Comptage voyageurs
Ce graphique et tableau montre le nombre de voyageurs embarquant en moyenne durant la semaine, le samedi et le dimanche.
| Nombre de passagers qui embarquent à la gare de Binche | Nombre de passagers qui embarquent à la gare de Binche | Nombre de passagers qui embarquent à la gare de Binche | Nombre de passagers qui embarquent à la gare de Binche |
|                                                        | Semaine                                                | Samedi                                                 | Dimanche                                               |
| ------------------------------------------------------ | ------------------------------------------------------ | ------------------------------------------------------ | ------------------------------------------------------ |
| 1977                                                   | 340                                                    | 85                                                     | 74                                                     |
| 1978                                                   | 331                                                    | 58                                                     | 56                                                     |
| 1979                                                   | 365                                                    | 74                                                     | 83                                                     |
| 1980                                                   | 325                                                    | 74                                                     | 73                                                     |
| 1981                                                   | 310                                                    | 63                                                     | 63                                                     |
| 1982                                                   | 233                                                    | 49                                                     | 57                                                     |
| 1983                                                   | 313                                                    | 176                                                    | 86                                                     |
| 1984                                                   | 438                                                    | 154                                                    | 128                                                    |
| 1985                                                   | 437                                                    | 152                                                    | 215                                                    |
| 1986                                                   | 415                                                    | 146                                                    | 175                                                    |
| 1987                                                   | 469                                                    | 205                                                    | 224                                                    |
| 1988                                                   | 532                                                    | 229                                                    | 212                                                    |
| 1989                                                   | 539                                                    | 201                                                    | 189                                                    |
| 1990                                                   | 555                                                    | 231                                                    | 219                                                    |
| 1991                                                   | 555                                                    | 159                                                    | 168                                                    |
| 1992                                                   | 571                                                    | 221                                                    | 161                                                    |
| 1993                                                   | 477                                                    | 227                                                    | 190                                                    |
| 1994                                                   | 657                                                    | 168                                                    | 157                                                    |
| 1995                                                   | 531                                                    | 236                                                    | 160                                                    |
| 1996                                                   | 508                                                    | 217                                                    | 254                                                    |
| 1997                                                   | 525                                                    | 219                                                    | 232                                                    |
| 1998                                                   | 495                                                    | 186                                                    | 215                                                    |
| 1999                                                   | 605                                                    | 235                                                    | 231                                                    |
| 2000                                                   | 531                                                    | 254                                                    | 191                                                    |
| 2001                                                   | 648                                                    | 196                                                    | 176                                                    |
| 2002                                                   | 495                                                    | 199                                                    | 198                                                    |
| 2003                                                   | 516                                                    | 205                                                    | 144                                                    |
| 2004                                                   | 575                                                    | 192                                                    | 198                                                    |
| 2005                                                   | 580                                                    | 218                                                    | 185                                                    |
| 2006                                                   | 660                                                    | 216                                                    | 290                                                    |
| 2007                                                   | 625                                                    | 290                                                    | 193                                                    |
| 2008                                                   | -                                                      | -                                                      | -                                                      |
| 2009                                                   | 582                                                    | 173                                                    | 192                                                    |
| 2010                                                   | -                                                      | -                                                      | -                                                      |
| 2011                                                   | -                                                      | -                                                      | -                                                      |
| 2012                                                   | 712                                                    | 154                                                    | 197                                                    |
| 2013                                                   | 752                                                    | 190                                                    | 212                                                    |
| 2014                                                   | 668                                                    | 189                                                    | 207                                                    |
| 2015                                                   | 565                                                    | 313                                                    | 269                                                    |
| 2016                                                   | 507                                                    | 227                                                    | 562                                                    |
| 2017                                                   | 436                                                    | 212                                                    | 178                                                    |
| 2018                                                   | 398                                                    | 136                                                    | 105                                                    |
| 2019                                                   | 335                                                    | 187                                                    | 154                                                    |
| 2020                                                   | 237                                                    | 124                                                    | 108                                                    |
| 2021                                                   | -                                                      | -                                                      | -                                                      |
| 2022                                                   | 450                                                    | 200                                                    | 185                                                    |
| 2021                                                   | -                                                      | -                                                      | -                                                      |
| 2022                                                   | 450                                                    | 200                                                    | 185                                                    |
| 2023                                                   | 390                                                    | 271                                                    | 236                                                    |
| 2024                                                   | 395                                                    | 256                                                    | 256                                                    |

## Divers

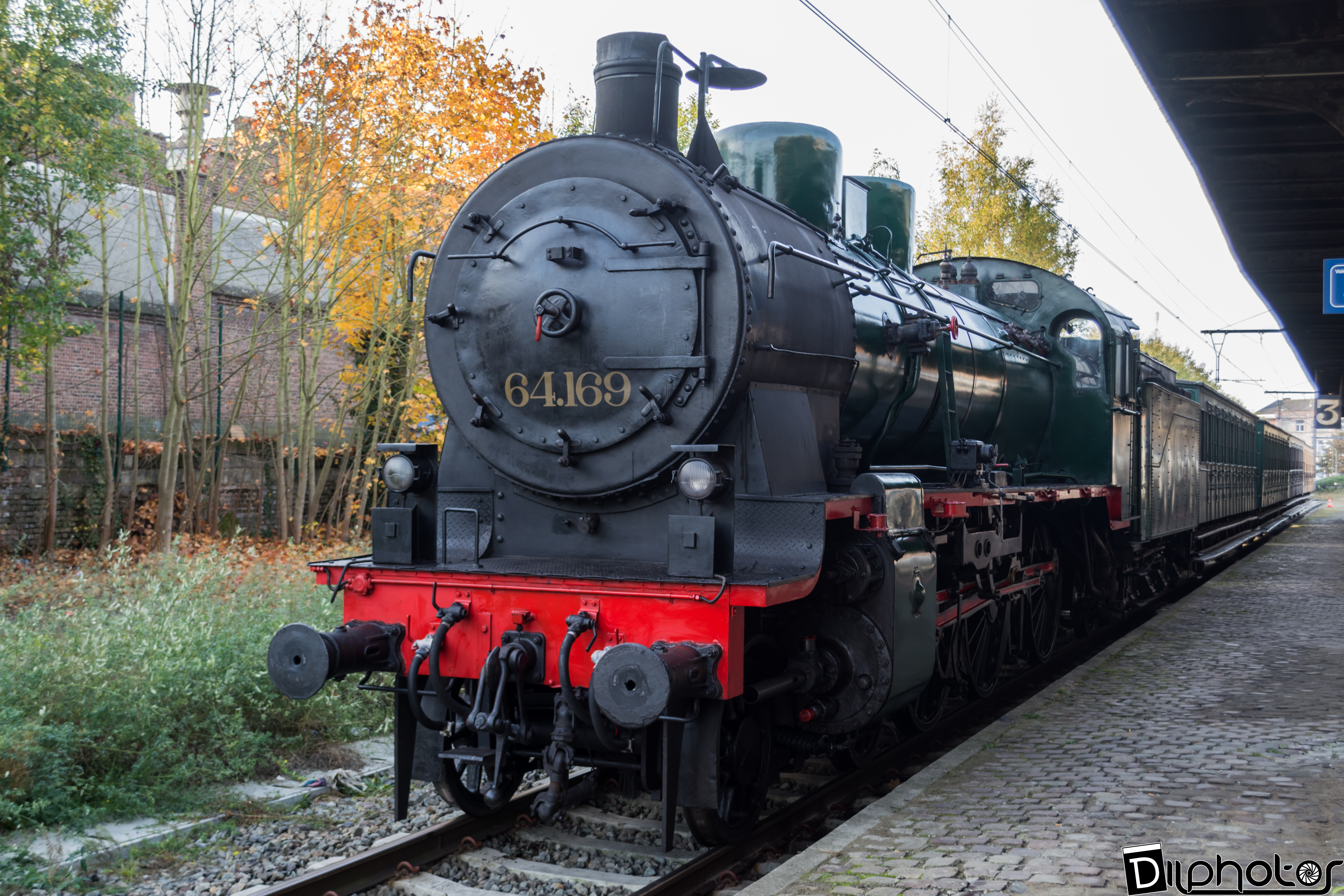

La gare a servi de décor pour le film The Happy Prince au début du mois de novembre 2016.
La photo ci-contre illustre la locomotive à vapeur du PFT utilisée pour le film
En 2014, la gare apparait comme gare de la ville française fictionnelle de "Châlons-du-Bois" dans plusieurs épisodes de la première saison de The Missing (série télévisée). 

## Galerie de photographies

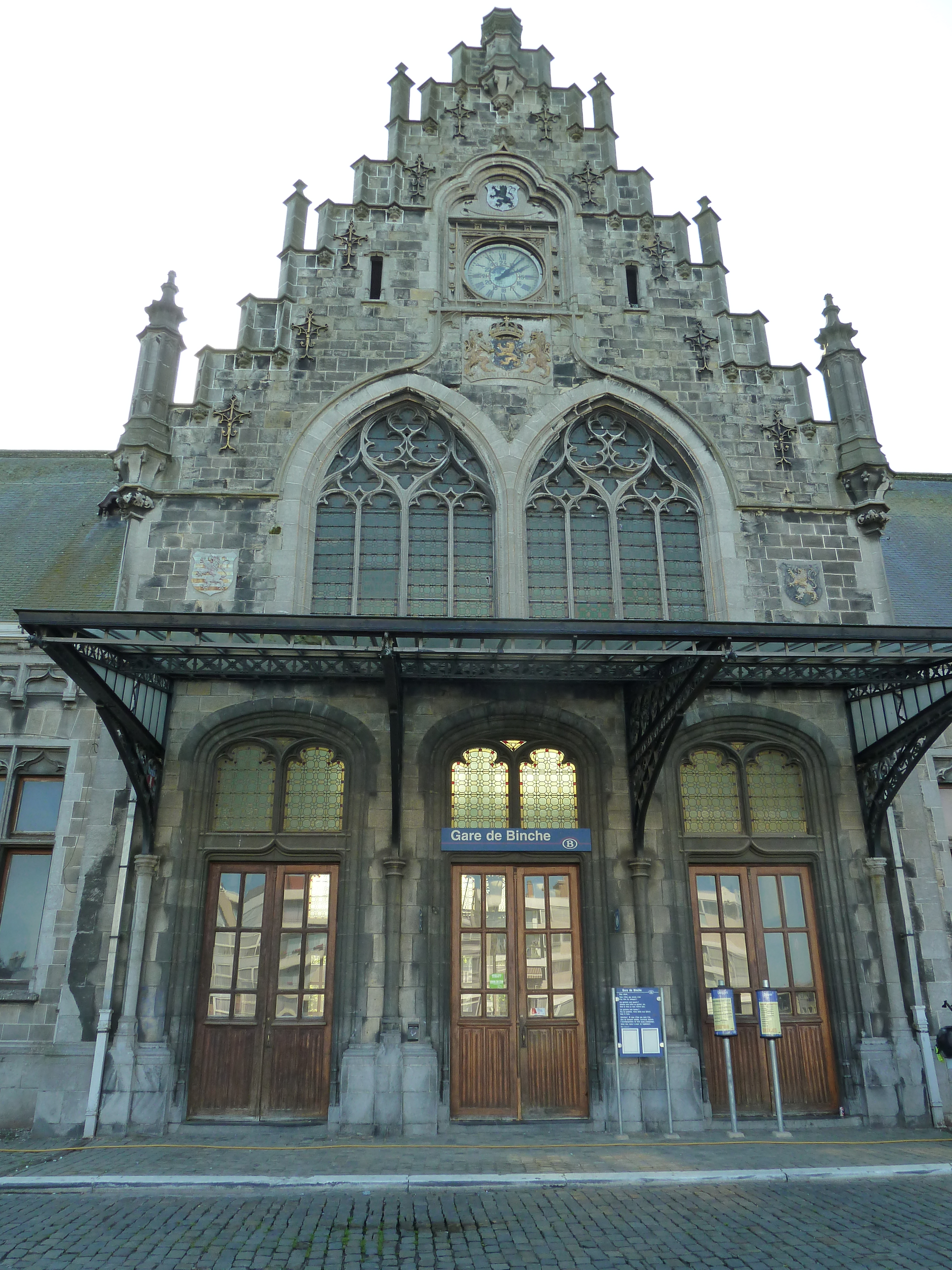
Entrée monumentale.
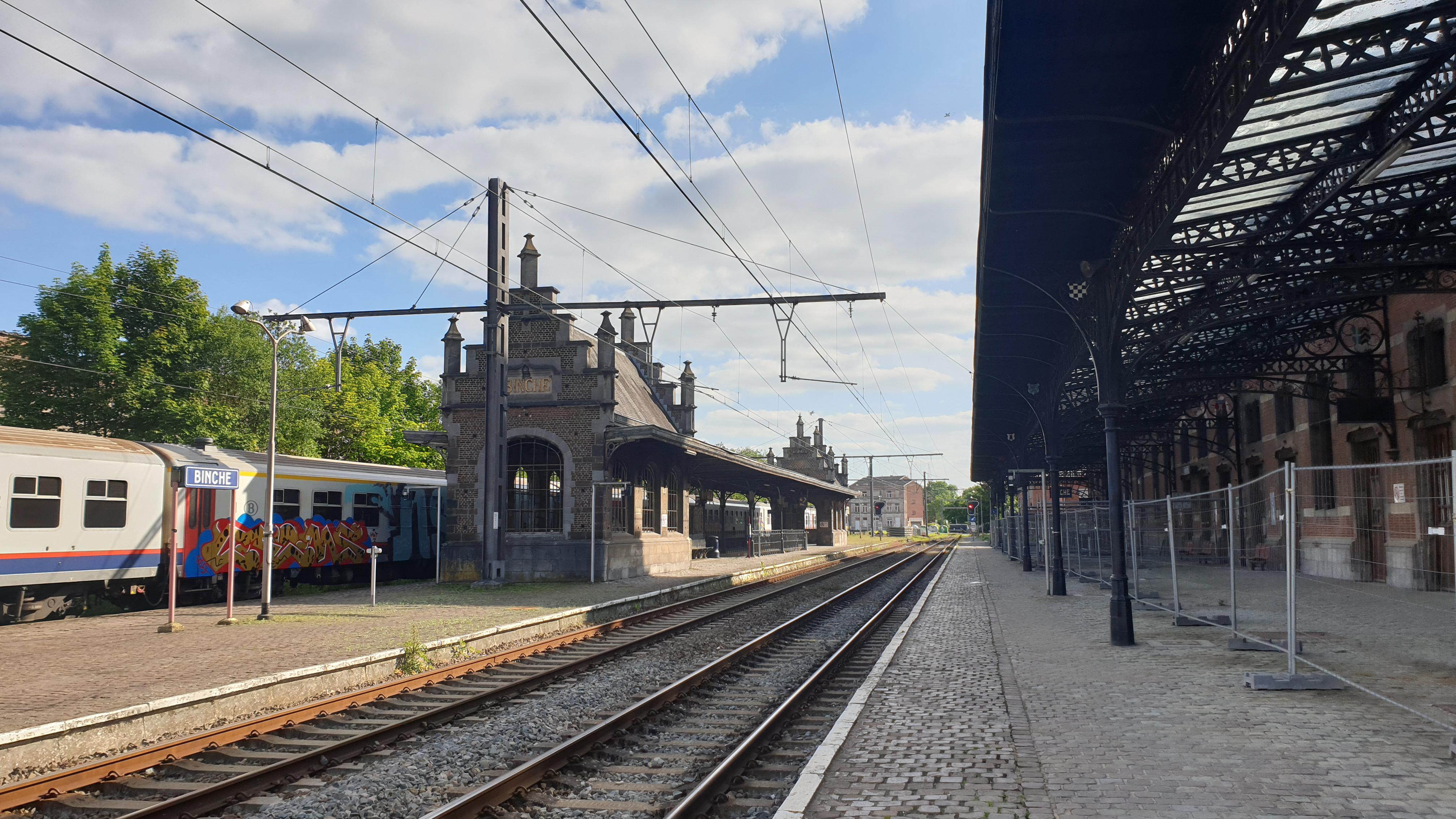
Train à quai.
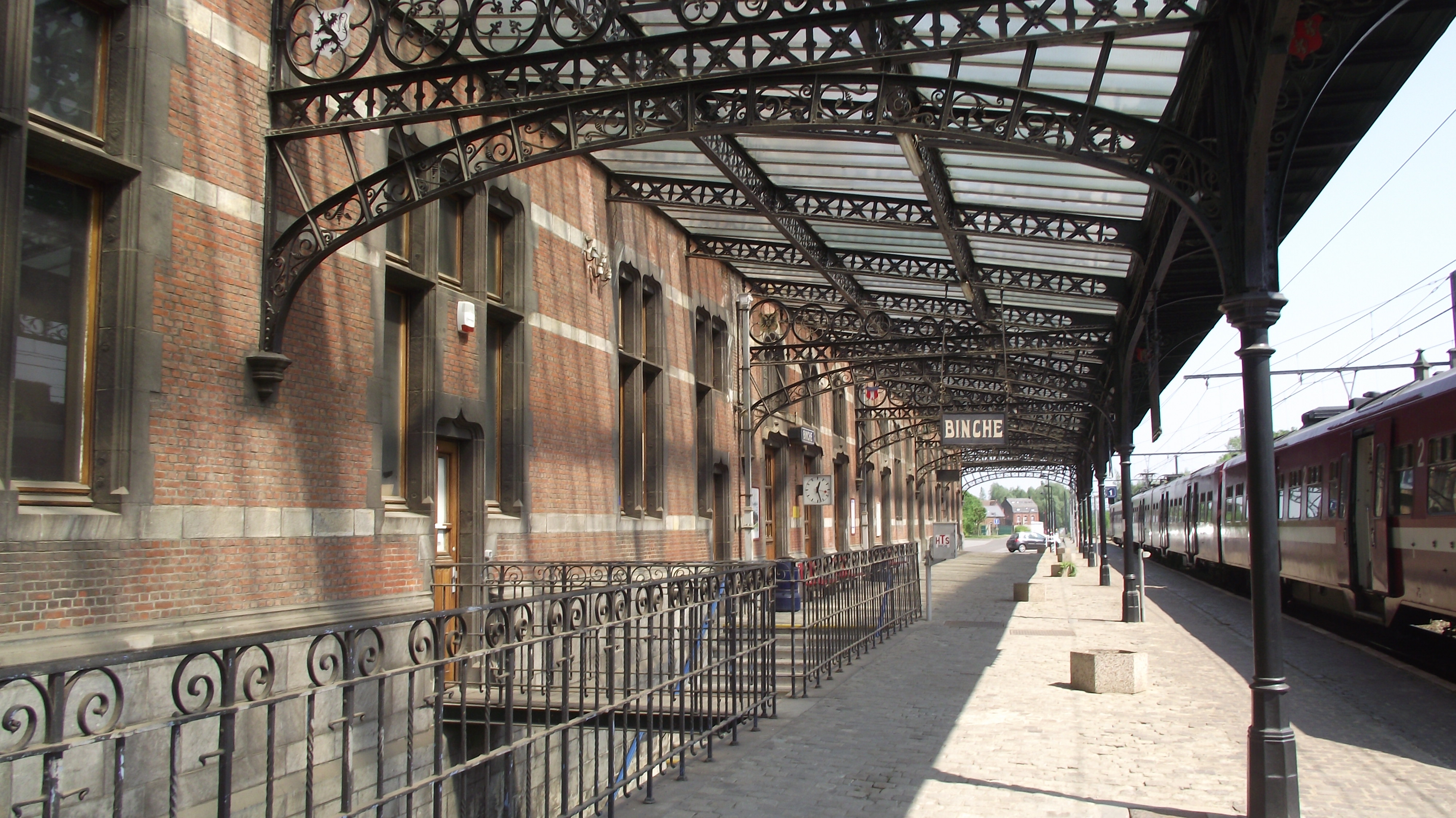
Quai de la gare.
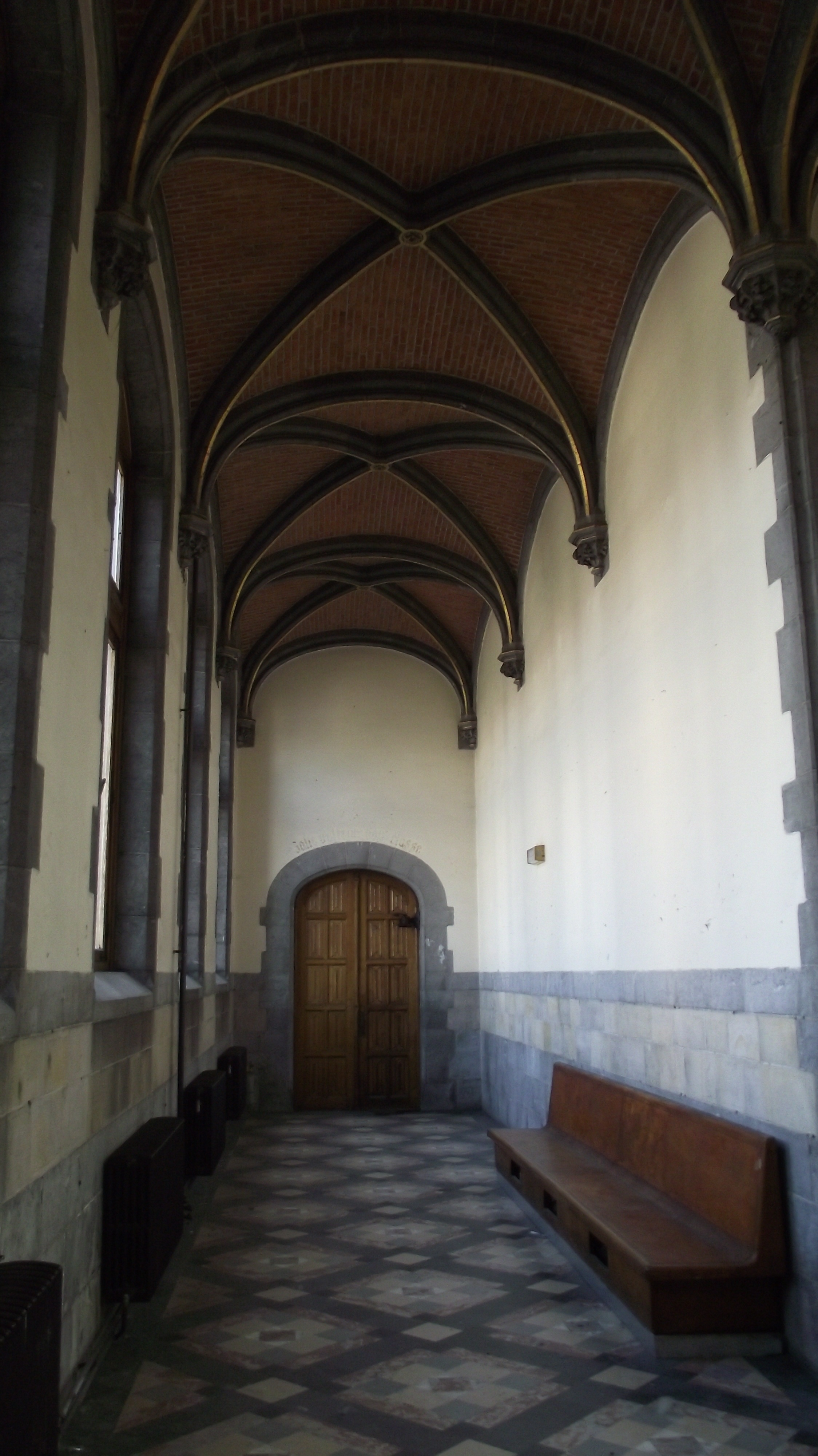
Couloir.
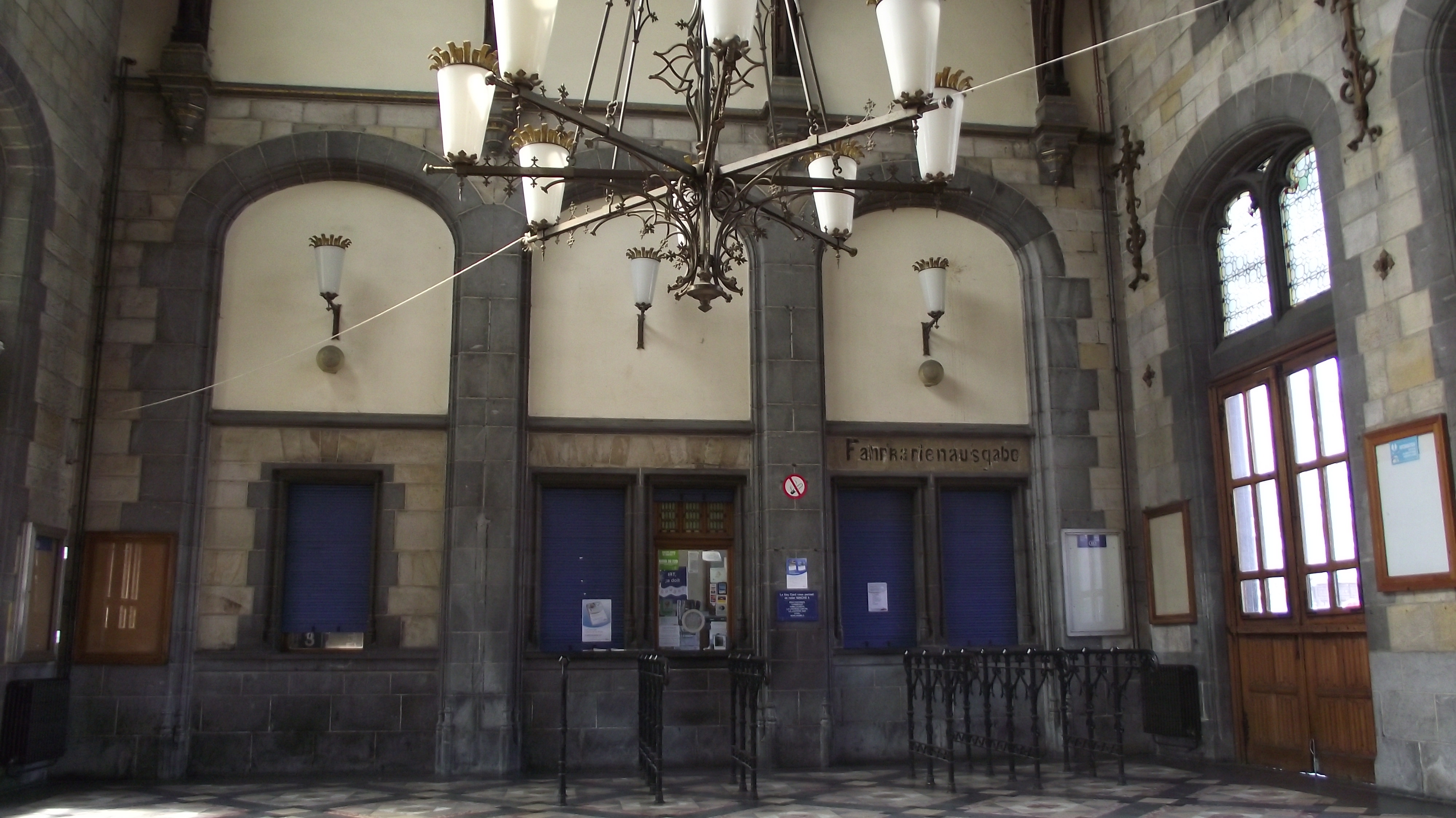
Salle des guichets avec inscription en allemand datant de l'Occupation.
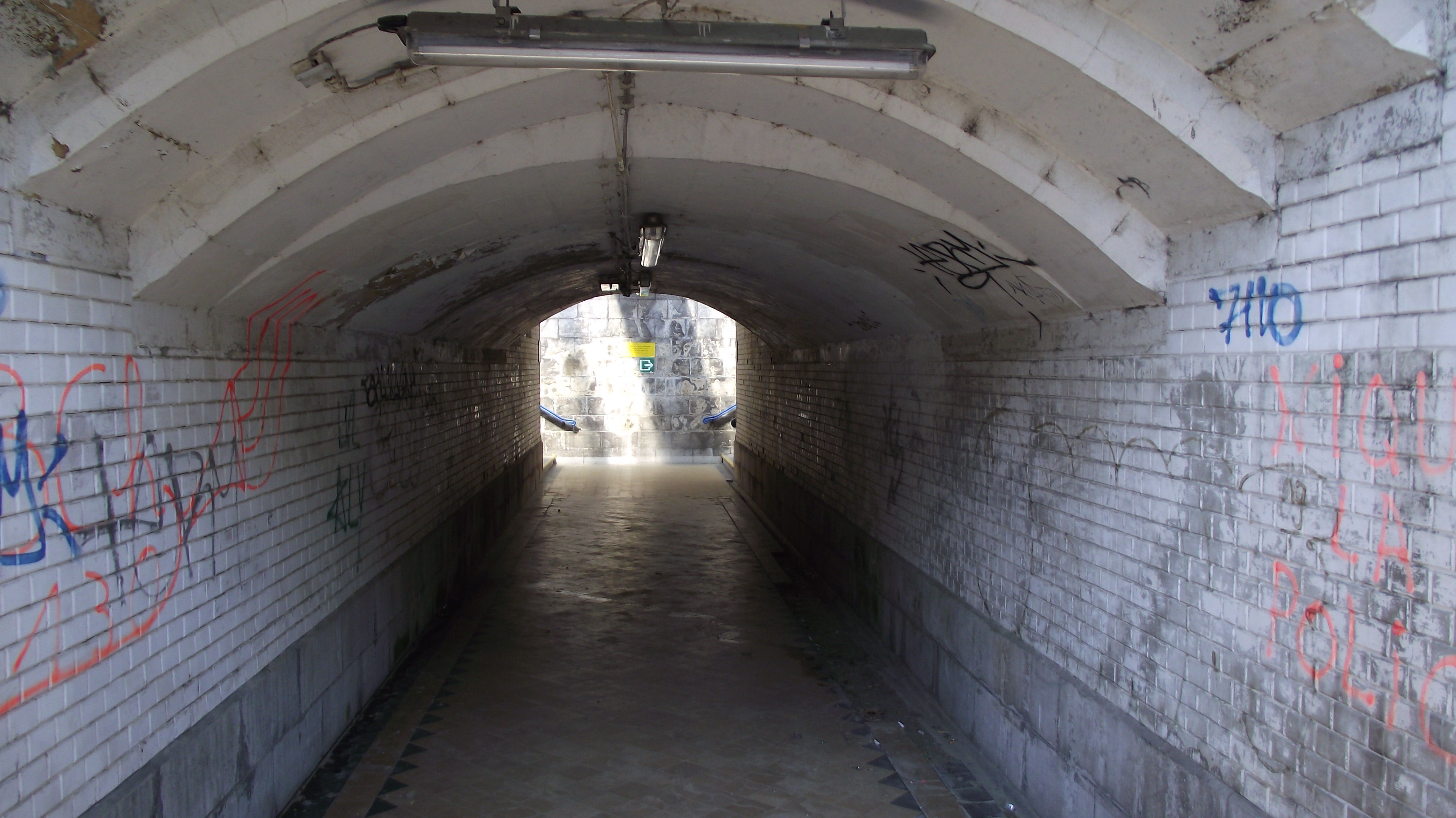
Tunnel sous voies.
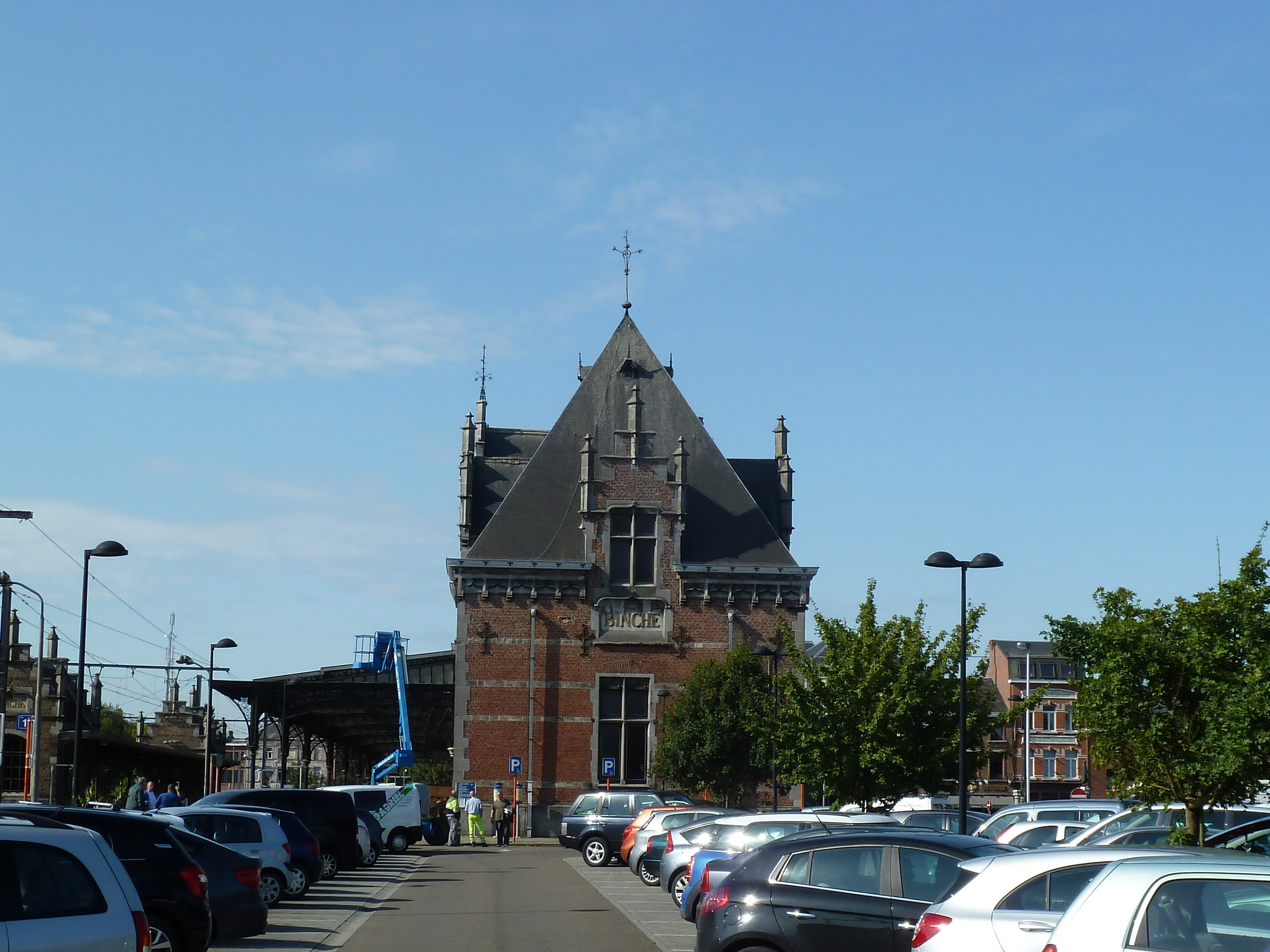
Halle aux marchandises.
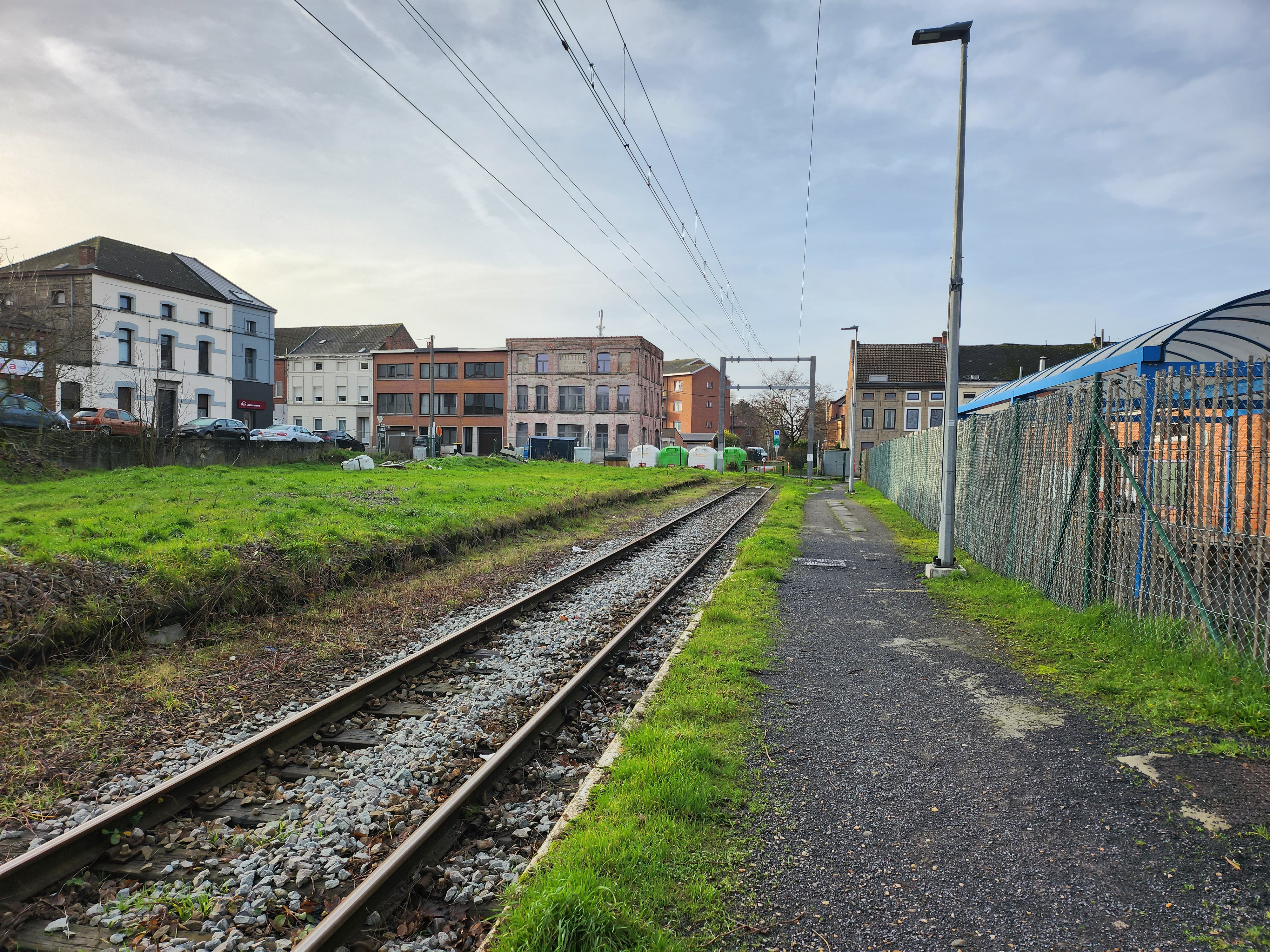
Prolongement des voies jusqu'à l'actuel RAVeL 108.